# Episodi di Fisica o chimica (settima stagione)
La settima ed ultima stagione della serie televisiva Fisica o chimica è stata trasmessa in prima visione in Spagna su Antena 3 dal 5 maggio al 13 giugno 2011.
In Italia è inedita.
| nº | Titolo originale              | Titolo italiano | Prima TV Spagna | Prima TV Italia |
| -- | ----------------------------- | --------------- | --------------- | --------------- |
| 1  | Revolución                    |                 | 5 maggio 2011   |                 |
| 2  | Espectáculo                   |                 | 12 maggio 2011  |                 |
| 3  | Desnudos                      |                 | 18 maggio 2011  |                 |
| 4  | Contenido y forma             |                 | 25 maggio 2011  |                 |
| 5  | Nunca te olvides de mi nombre |                 | 1º giugno 2011  |                 |
| 6  | Te veo                        |                 | 6 giugno 2011   |                 |
| 7  | Si pudiera volver atrás       |                 | 13 giugno 2011  |                 |

## Revolución
- Titolo originale: Revolución
- Diretto da: Javier Quintas
- Scritto da: Jaime Vaca e Sara Vicente

## Espectáculo
- Titolo originale: Espectáculo
- Diretto da: Juanma R. Pachón
- Scritto da: Carlos Ruano e José Baringo

## Desnudos
- Titolo originale: Desnudos
- Diretto da: Alexandra Graf
- Scritto da: Jessica Pires

## Contenido y forma
- Titolo originale: Contenido y forma
- Diretto da: Javier Quintas
- Scritto da: Mikel Alvariño

## Nunca te olvides de mi nombre
- Titolo originale: Nunca te olvides de mi nombre
- Diretto da: Juanma R. Pachón
- Scritto da: Mikel Alvariño

## Te veo
- Titolo originale: Te veo
- Diretto da: Alexandra Graf
- Scritto da: José Luis Baringo

## Si pudiera volver atrás
- Titolo originale: Si pudiera volver atrás
- Diretto da: Javier Quintas
- Scritto da: Jessica Pires, Carlos Ruano, José Baringo, Jaime Vaca e Sara Vicente